# Файди аль-Алами
Файди аль-Алами (1881—1924) был мэром города Иерусалим с 1906 по 1909 год.

## Биография
В 1914 году он был избран представить город в Османском парламенте. Он был одним из трёх членов земельной комиссии для оценки государственных земель в Палестине, которая была образована Гербертом Сэмюэлом в августе 1920 года.
Его отец, Муса аль-Алами тоже был мером Иерусалима в 19-м веке. Сын Файди ал-Алами, Муса аль-Алами (младший), был помощником attorney-general Палестины под британским мандатом.